# Pingasa javensis
Pingasa javensis är en fjärilsart som beskrevs av W. Warren 1894. Pingasa javensis ingår i släktet Pingasa och familjen mätare. Inga underarter finns listade i Catalogue of Life.